# خوان خوزه کاناس (بازیکن فوتبال)
خوان خوزه کاناس (انگلیسی: Juan José Cañas؛ زادهٔ ۱۷ آوریل ۱۹۷۲) بازیکن فوتبال اهل اسپانیا است.
از باشگاه‌هایی که در آن بازی کرده‌است می‌توان به باشگاه فوتبال رئال بتیس اشاره کرد.